# Malta op het Eurovisiesongfestival 2019

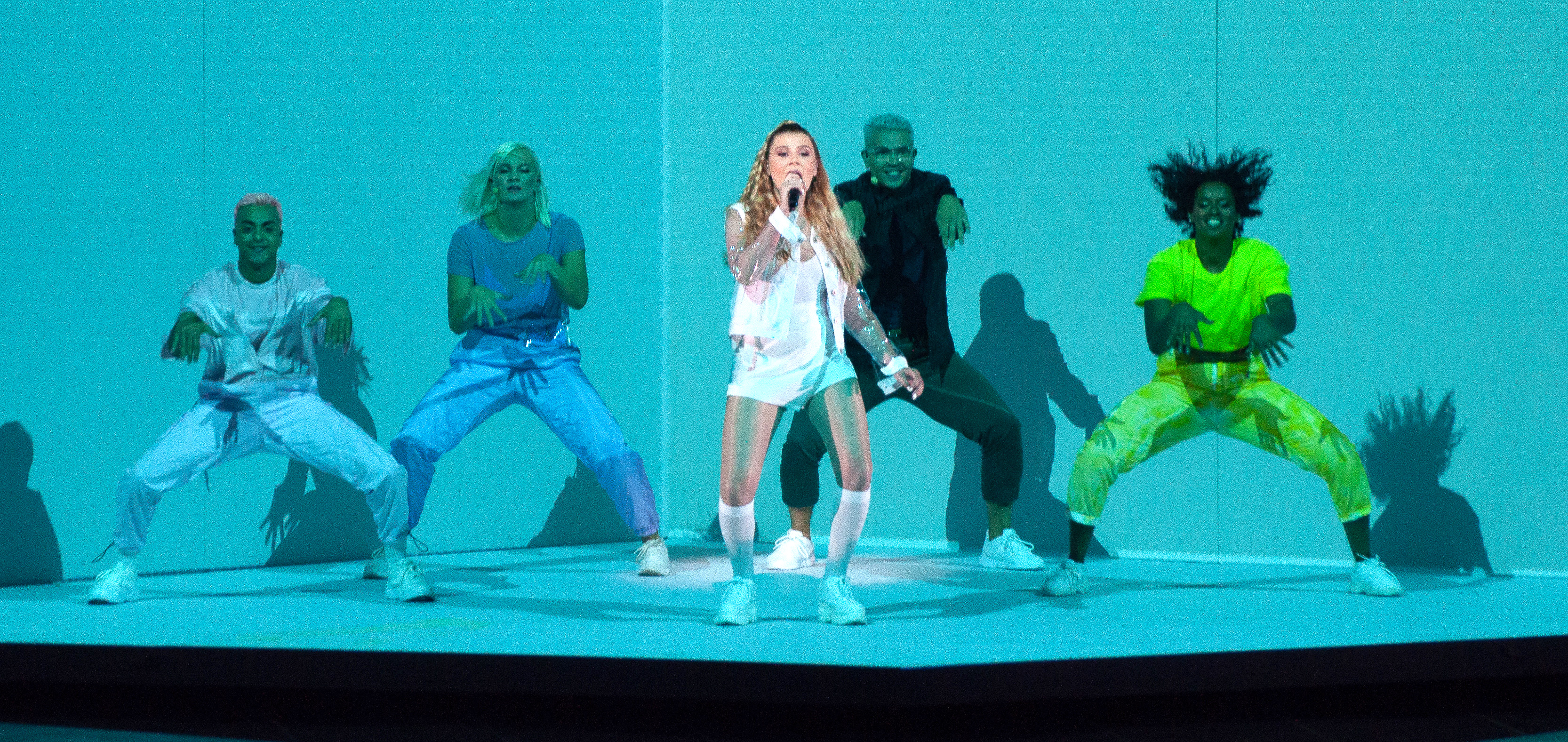
Michela tijdens het zingen van Chameleon in Tel Aviv.

Malta nam deel aan het Eurovisiesongfestival 2019 in Tel Aviv, Israël. Het was de 32ste deelname van het land aan het Eurovisiesongfestival. PBS was verantwoordelijk voor de Maltese bijdrage voor de editie van 2019.

## Selectieprocedure

### Artiest
Sinds 2012 was Malta Eurovision Song Contest de nationale preselectie. Echter koos PBS ervoor om het selectieproces voor 2019 over een andere boeg te gooien. De artiest werd gezocht in het eerste seizoen van X Factor Malta, het nummer werd intern gekozen. Michela Pace wist het eerste seizoen te winnen.

### Lied
Op 10 maart maakte PBS bekend dat Michela het nummer Chameleon ten gehore zou brengen op het Songfestival. Het lied werd gekozen uit de ruim 300 inzendingen die PBS ingezonden had gekregen. De songwriters van Chameleon waren Joacim Persson, Paula Winger, Borislav Milanov en Johan Alkanäs.

## In Tel Aviv
Malta trad in Tel Aviv in de tweede halve finale op donderdag 16 mei 2019 aan. Michela trad als elfde op, net na Roko uit Kroatië en voor Jurijus Veklenko uit Litouwen. Malta wist zich te plaatsen voor de finale op zaterdag 18 mei.
In de finale trad Malta als eerste van de 26 acts aan en haalde er de 14de plaats. Chameleon ontving in de finale van de Wit-Russische jury de maximale 12 punten.